# Ministère des Transports (Espagne)
Pour les autres articles nationaux ou selon les autres juridictions, voir Ministère des Transports.
Le ministère des Transports et de la Mobilité durable (en espagnol : Ministerio de Transportes y Movilidad Sostenible) est le département ministériel responsable des infrastructures, des transports et de l'écomobilité en Espagne.
Il est dirigé, depuis le 21 novembre 2023, par le socialiste Óscar Puente.

## Missions

### Fonctions
Le ministère des Transports et de la Mobilité durable est responsable de la proposition et de la mise en œuvre des politiques gouvernementales en matière d'infrastructures, de transports routiers et ferroviaires, aériens et maritimes, afin de garantir une mobilité juste et durable.

### Organisation
Le ministère s'organise de la façon suivante :
- ministre des Transports et de la Mobilité durable
  - secrétariat d'État aux Transports et à la Mobilité durable
    - secrétariat général du Transport terrestre
      - direction générale des Routes
      - direction générale du Secteur ferroviaire
      - direction générale du Transport par route et par chemin de fer

    - secrétariat général des Transports aérien et maritime
      - direction générale de l’Aviation civile
      - direction générale de la Marine marchande

    - secrétariat général de la Mobilité durable
      - direction générale des Stratégies de moblités

  - sous-secrétariat des Transports et de la Mobilité durable
    - secrétariat général technique
    - direction générale des Programmes économiques et du Budget
    - direction générale de l'Organisation et de l'Inspection
    - direction générale de l'Institut géographique national

## Titulaires
| Nom                                                                 | Nom                    | Dates du mandat | Dates du mandat | Parti | Gouvernement            |
| ------------------------------------------------------------------- | ---------------------- | --------------- | --------------- | ----- | ----------------------- |
|                                                                     | José Lladó             | 05/07/1977      | 28/02/1978      | UCD   | Suárez II               |
|                                                                     | Salvador Sánchez-Terán | 28/02/1978      | 03/05/1980      | UCD   | Suárez II et III        |
|                                                                     | José Luis Álvarez      | 03/05/1980      | 02/12/1981      | UCD   | Suárez III Calvo-Sotelo |
|                                                                     | Luis Gámir             | 02/12/1981      | 03/12/1982      | UCD   | Calvo-Sotelo            |
|                                                                     | Enrique Barón          | 03/12/1982      | 05/07/1985      | PSOE  | González I              |
|                                                                     | Abel Caballero         | 05/07/1985      | 12/07/1988      | PSOE  | González I et II        |
|                                                                     | José Barrionuevo       | 12/07/1988      | 12/03/1991      | PSOE  | González II et III      |
|                                                                     |                        |                 |                 |       |                         |
|                                                                     | Óscar Puente           | 21/11/2023      | En fonction     | PSOE  | Sánchez III             |
| Titres successifs : - depuis 2023 : Transports et Mobilité durable. |                        |                 |                 |       |                         |